# Фернандо Каранга
Фернандо Каранга (порт. Fernando Karanga, нар. 14 квітня 1991, Камаражібі) — бразильський футболіст, нападник клубу «Хенань Цзяньє».

## Ігрова кар'єра
Народився 14 квітня 1991 року в місті Камаражібі. Вихованець юнацьких команд футбольних клубів «Наутіко Капібарібе» та «Санта-Круж». З останнього з клубів здавався в оренду в регіональні клуби «Брагантіно» та «Белу-Жардін», а потім грав у Лізі Гояно за «Триндаді».
З літа 2012 року грав три сезони за «Боа» у Серії Б, а такеож недовго на правах оренди за «Крісіуму» у Лізі Катаріненсе.
На початку 2015 року перейшов у півленнокорейський «Чеджу Юнайтед». У сезоні 2015 року він зіграв 16 ігор у чемпіонаті, забивши п'ять м'ячів. Однак у сезоні 2016 року він рідко отримував ігрову практику і влітку на правах оренди повернувся на батьківщину, де грав за «Парану» у Серії Б.
2 лютого 2017 року перейшов у болгарський ЦСКА (Софія) і до кінця сезону забив 6 голів у 12 матчах. А у наступному сезоні 2017/18 забив 23 голи у 27 матчах, ставши другим найкращим бомбардиром чемпіонату.
12 липня 2018 року за 4 млн. доларів перейшов у китайський «Хенань Цзяньє». Станом на 14 серпня 2018 року відіграв за команду з Чженчжоу 3 матчі в національному чемпіонаті.

## Досягнення
- Найкращий легіонер року в Болгарії: 2017[2]